# La Vendimiadora (Gabriel de Borbón)
La Vendimiadora es una pintura realizada por el infante de España Gabriel de Borbón. Pintada en el siglo XVIII, entregó esta obra y otras tres de su autoría como regalo a su hermano, el rey Carlos IV, destinadas a decorar la Casita del Príncipe de El Escorial.

## Historia

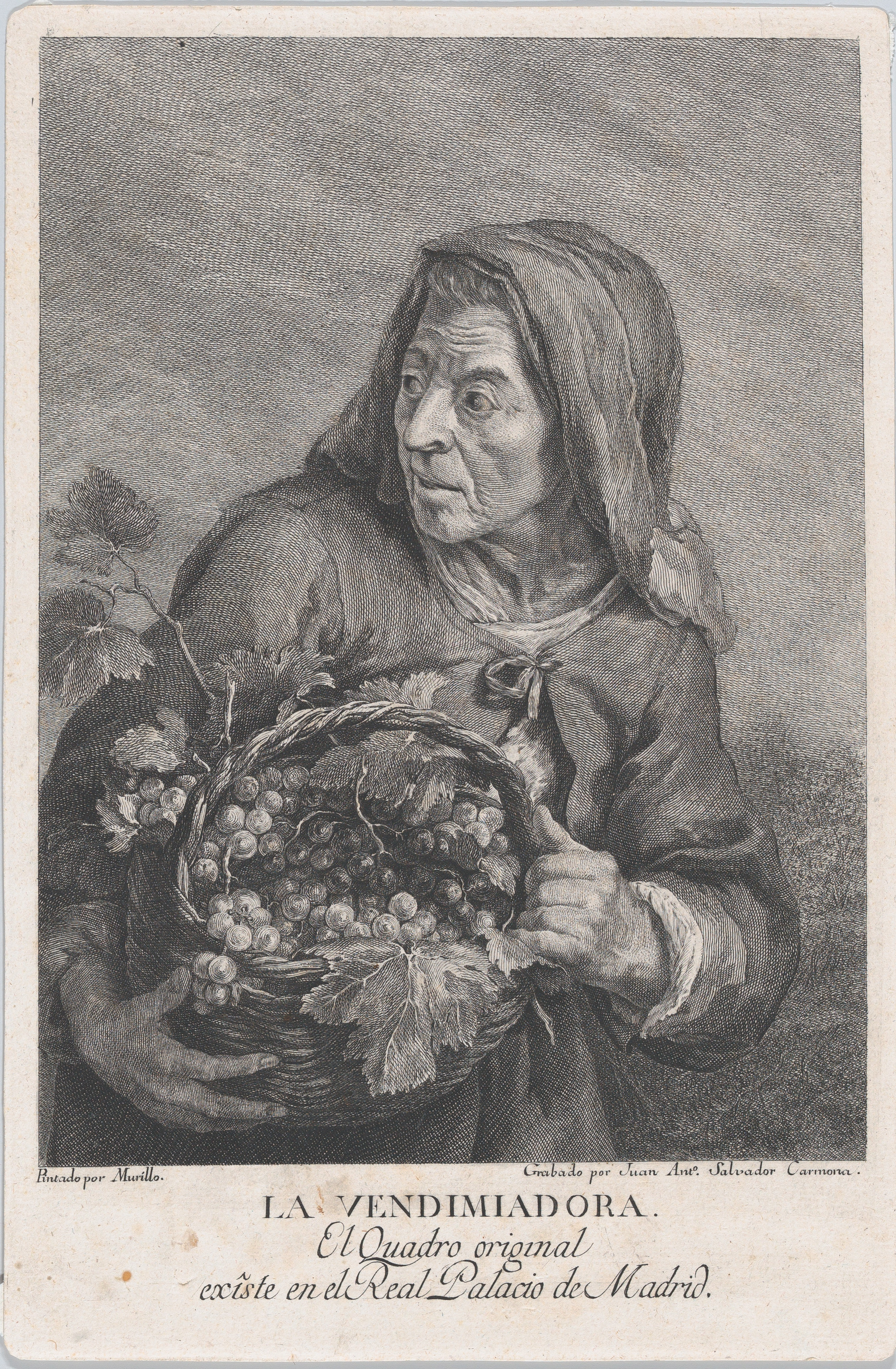
Grabado de la obra original de Murillo, actualmente perdida.

Esta obra formó parte de la colección del pintor José Saló y Junquet, quién ejerció de director del Museo de Bellas Artes de Córdoba a finales del siglo XIX. Dicha colección fue posteriormente adquirida por la Comisión de Monumentos y entregada al museo.
En 2018 se le realizaron tareas de restauración por parte de la restauradora María José Robina, donde se intervinieron algunas roturas y se hizo un estudio de la técnica pictórica utilizada.
La obra, realizada con una técnica de pintura sobre borra de paño, representa a una anciana con la cabeza velada y girada hacia su izquierda llevando un cesto cargado de racimos de uva. Se trata de una copia de una pintura de Murillo cuyo original, actualmente perdido, se encontraba antiguamente en el Palacio Real de Madrid.